# Tisamenus polillo

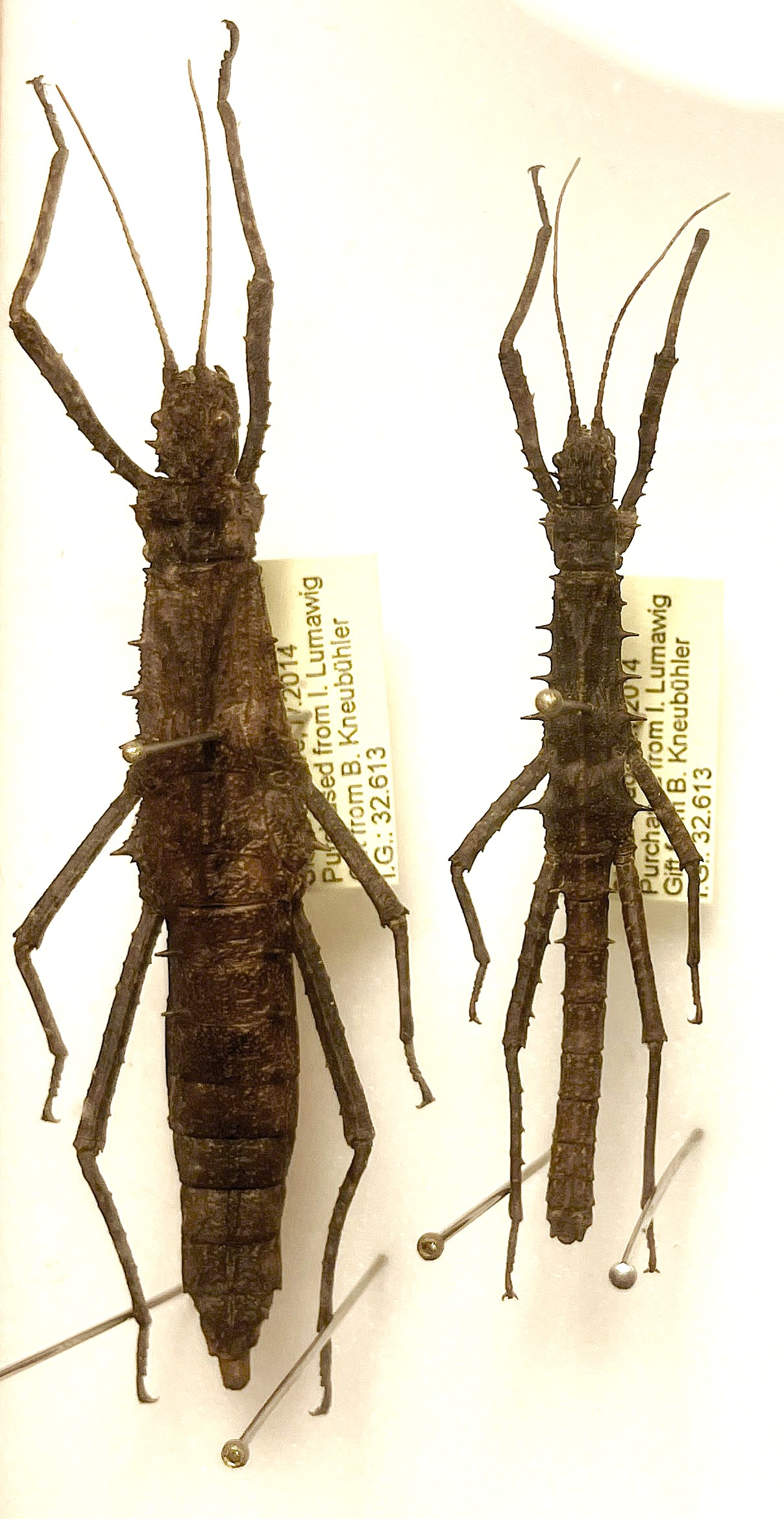
Das zweite Pärchen der Art aus dem RBINS, mit einem deutlich stachligeren Männchen

Tisamenus polillo (Syn. Hoploclonia polillo) ist eine Gespenstschrecken-Art, die auf den philippinischen Inseln Luzon und Polillo heimisch ist.

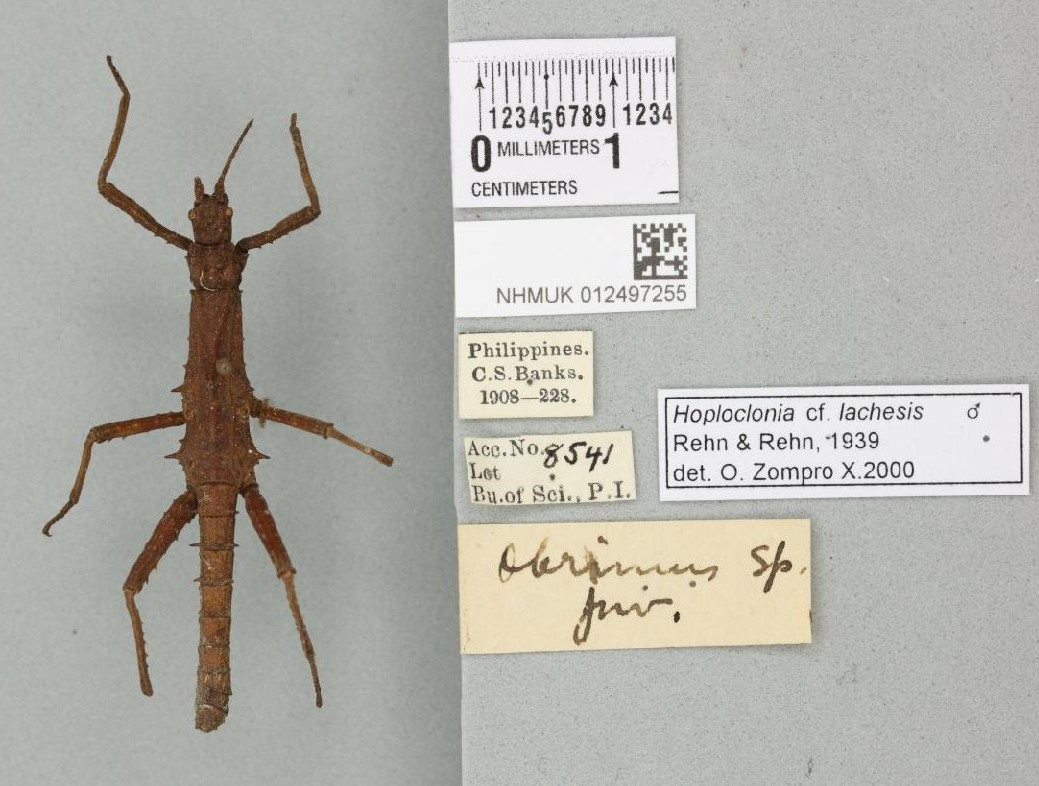
Ein Männchen von Tisamenus polillo aus dem NHMUK, welches zunächst anderen Arten zugeordnet war

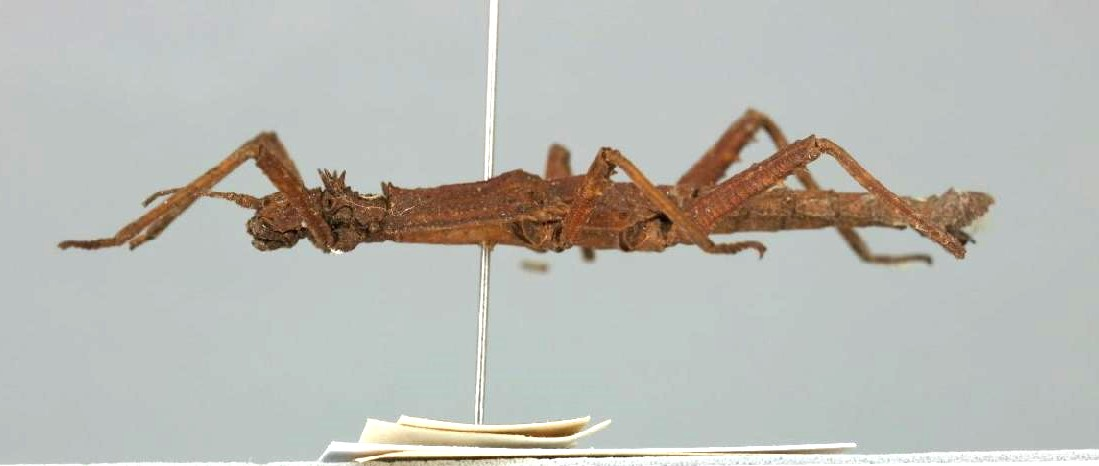
Das Männchen aus dem NHMUK von der Seite

## Merkmale
Tisamenus polillo ist eine mittelgroße, schlanke und wenig bestachelte Tisamenus-Art. Weibchen werden 54,5 bis 58 mm lang. An ihrem Mesothorax finden sich drei mehr oder weniger markante Mesopleuralstacheln während hier bei den Weibchen der morphologisch ähnlichen, aber größeren Arten Tisamenus draconinus und Tisamenus napalaki vier und bei Tisamenus lachesis fünf solcher Stacheln zu finden sind. Der vordere der drei Stacheln ist nur mäßig spitz. Am Metathorax ist ein deutlich ausgeprägter Metapleuralstachel zu finden, über dem ein viel kleinerer Tuberkel oder Stachel sitzt. Die Kanten des für die Gattung typischen Dreiecks auf dem Mesonotum sind in beiden Geschlechtern angehoben und stachellos. Auf den Terga zwei bis vier des Abdomens befinden sich kleine, paarige Stacheln. Bei den Weibchen der kleineren Tisamenus charestae sind hier lediglich kleine Tuberkel erkennbar. Außerdem sind bei diesen die Supracoxalstacheln der Meso- und Metapleurae eher als kurze, konische Knollen ausgebildet und nicht als Stacheln wie bei den Weibchen von Tisamenus polillo. Der als Subgenitalplatte bezeichnete, untere Anteil des Ovipositors überragt den oberen Anteil, das Epiprokt, bei Tisamenus polillo nur ganz leicht, während er ihn bei Tisamenus charestae um mehr als die Hälfte seiner Länge überragt.
Männchen von Tisamenus polillo erreichen 42,0 bis 44,8 mm Länge. Sie sind schlanker als die Männchen von Tisamenus lachesis. Während diese immer fünf Mesopleuralstacheln aufweisen, haben Männchen von Tisamenus polillo maximal vier solcher Stacheln, die aber auch bis auf den hinteren, auf Höhe der Mittelbeine gelegenen Supracoxalstachel reduziert sein können. Am Metathorax ist der auch bei den Weibchen vorhandene ausgeprägte Metapleuralstachel zu finden. Von den ebenso schlanken Männchen der kleineren Tisamenus kalahani unterscheiden sie sich durch die stärker ausgeprägten Kopf- und Körperstrukturen. So haben die Männchen von Tisamenus polillo große und stachelige supraorbitale Stacheln auf dem Kopf und markante zwei- oder dreistachelige vordere Stacheln auf dem Pronotum (Pronotale), während die von Tisamenus kalahani einstachlig sind. Die bei Tisamenus polillo ausgeprägten stacheligen Meso- und Metapleuralstacheln, sind bei Tisamenus kalahani nur als konische Tuberkel zu erkennen. Die vorderen Winkel des Dreiecks auf dem Mesonotum sind bei Tisamenus kalahani stachellos, während sie bei Tisamenus polillo Stacheln tragen. Auf den Terga zwei und drei des Abdomens befinden sich bei Tisamenus polillo kleine, paarige Stacheln, die Tisamenus kalahani fehlen.
Die Eier von Tisamenus polillo sind 3,5 mm lang, 2,3 mm breit und 2,8 mm hoch. Sie ähneln in der Form denen von Tisamenus draconinus, sind aber nicht so breit. Die Mikropylarplatte erreicht mit 2,9 mm Länge etwa drei Viertel der Kapsellänge. Ihre drei Fortsätze sind relativ breit und bilden, wie für die Gattung typisch, ein auf dem Kopf stehendes Y (Siehe auch Bau des Phasmideneies).

## Vorkommen
Der Holotypus stammt von der vor der Südostküste Luzons gelegenen Insel Polillo. Alle weiteren Fundorte liegen im nördlichen und zentralen Luzon. Hier wurde die Art bisher in den Provinzen Quirino, Aurora, Laguna und Kalinga gefunden.

## Systematik
James Abram Garfield Rehn und sein Sohn John William Holman Rehn beschrieben die Art 1939 als Hoploclonia polillo. Der Beschreibung liegt ein männlicher Holotypus zugrunde, welcher auf der namensgebenden Insel Polillo von Taylor gesammelt wurde und aus der Sammlung von Morgan Hebard stammte. Es ist im National Museum of Natural History in Washington, D.C. hinterlegt. Rehn und Rehn unterteilten die von ihnen in Hoploclonia geführten bzw. beschriebenen, philippinischen Arten nach morphologischen Aspekten in verschiedene Gruppen. Während sie in die Draconina-, Serratoria- und Deplanta-Gruppe jeweils mehrere Arten stellten, ordneten sie der Polillo-Gruppe nur die namensgebende Art zu. Ireno L. Lit jr. und Orlando L. Eusebio beschrieben 2005 mit Tisamenus kalahani und Tisamenus summaleonilae zwei ebenfalls schwach bestachelte Arten, die sie dieser Gruppe zuordneten. Bis 2004 wurde Tisamenus polillo in Hoploclonia geführt. Erst Oliver Zompro stellte die Art gemeinsam mit allen anderen philippinischen Vertretern in die Gattung Tisamenus. Die Beschreibung der Weibchen und der Eier erfolgte 2025 durch Frank H. Hennemann. Von den insgesamt vier untersuchten Männchen, drei Weibchen und einem aus dem Ovipositor entnommenen Ei, stammten zwei an unterschiedlichen Orten 2014 gesammelte Pärchen aus dem Museum für Naturwissenschaften in Brüssel und ein 2004 gesammeltes Männchen, sowie ein 2012 gesammeltes Weibchen und das diesem entnommene Ei aus Hennemanns Belegsammlung. Ein weiteres, bereits 1908 von C.S. Banks gesammeltes Männchen aus dem Natural History Museum in London, wurde von Hennemann ebenfalls Tisamenus polillo zugeordnet. Es war ursprünglich als „Obrimus sp. juv.“  beschriftet und war im Jahr 2000 von Zompro als Hoploclonia cf. lachesis determiniert worden.